# DEL-Spieler des Jahres
Die Auszeichnung DEL-Spieler des Jahres wird jährlich an den besten Spieler während der regulären Saison der Deutschen Eishockey Liga verliehen. Die Wahl erfolgt von der DEL in Zusammenarbeit mit der Eishockeyfachzeitschrift Eishockey News.

## Gewinner
Abkürzungen: Nat = Nationalität, Pos = Position, C = Center, LW = Linker Flügelstürmer, RW = Rechter Flügelstürmer, D = Verteidiger, G = Torwart
| Saison  | Spieler              | Nat                | Pos | Team                    |
| ------- | -------------------- | ------------------ | --- | ----------------------- |
| 1994/95 | Sergei Beresin       | Russland           | LW  | Kölner Haie             |
| 1995/96 | Sergei Beresin       | Russland           | LW  | Kölner Haie             |
| 1996/97 | Roger Öhman          | Schweden           | D   | Kassel Huskies          |
| 1997/98 | Mark MacKay          | Kanada-Deutschland | C   | Schwenninger Wild Wings |
| 1998/99 | Sergio Momesso       | Kanada             | LW  | Nürnberg Ice Tigers     |
| 1999/00 | Jan Alston           | Kanada-Schweiz     | C   | Adler Mannheim          |
| 2000/01 | Andrei Trefilow      | Russland           | G   | Düsseldorfer EG         |
| 2001/02 | Brad Purdie          | Kanada             | C   | Krefeld Pinguine        |
| 2002/03 | Christoph Brandner   | Osterreich         | LW  | Krefeld Pinguine        |
| 2003/04 | Patrick Lebeau       | Kanada             | LW  | Frankfurt Lions         |
| 2004/05 | Patrick Lebeau       | Kanada             | LW  | Frankfurt Lions         |
| 2005/06 | Tore Vikingstad      | Norwegen           | C   | Düsseldorfer EG         |
| 2006/07 | Herberts Vasiļjevs   | Lettland           | RW  | Krefeld Pinguine        |
| 2007/08 | Michael Wolf         | Deutschland        | RW  | Iserlohn Roosters       |
| 2008/09 | Fred Brathwaite      | Kanada             | G   | Adler Mannheim          |
| 2009/10 | Thomas Greilinger    | Deutschland        | LW  | ERC Ingolstadt          |
| 2010/11 | Darin Olver          | Kanada-Deutschland | C   | Augsburger Panther      |
| 2011/12 | Kai Hospelt          | Deutschland        | C   | Grizzlys Wolfsburg      |
| 2012/13 | Andreas Holmqvist    | Schweden           | D   | Kölner Haie             |
| 2013/14 | Patrick Reimer       | Deutschland        | RW  | Nürnberg Ice Tigers     |
| 2014/15 | Kevin Clark          | Kanada             | RW  | Hamburg Freezers        |
| 2015/16 | Patrick Reimer       | Deutschland        | RW  | Nürnberg Ice Tigers     |
| 2016/17 | Patrick Reimer       | Deutschland        | RW  | Nürnberg Ice Tigers     |
| 2017/18 | Keith Aucoin         | Vereinigte Staaten | C   | EHC Red Bull München    |
| 2018/19 | Danny aus den Birken | Deutschland        | G   | EHC Red Bull München    |
| 2019/20 | Marcel Noebels       | Deutschland        | C   | Eisbären Berlin         |
| 2020/21 | Marcel Noebels       | Deutschland        | C   | Eisbären Berlin         |
| 2021/22 | Riley Sheen          | Kanada             | LW  | Bietigheim Steelers     |
| 2022/23 | Yasin Ehliz          | Deutschland        | RW  | EHC Red Bull München    |
| 2023/24 | Nicolas Mattinen     | Kanada             | D   | Straubing Tigers        |

## Statistiken
| Rang                            | Position                       | Anzahl |
| ------------------------------- | ------------------------------ | ------ |
| 1.                              | Stürmer (F)                    | 24     |
|                                 | davon Linke Flügelspieler (LW) | 8      |
| davon Center (C)                | 9                              |        |
| davon Rechte Flügelspieler (RW) | 7                              |        |
| 2.                              | Verteidiger (D)                | 3      |
| 2.                              | Torhüter (G)                   | 3      |

| Rang | Verein                  | Anzahl |
| ---- | ----------------------- | ------ |
| 1.   | Nürnberg Ice Tigers     | 4      |
| 2.   | Kölner Haie             | 3      |
| 2.   | Krefeld Pinguine        | 3      |
| 2.   | EHC Red Bull München    | 3      |
| 5.   | Eisbären Berlin         | 2      |
| 5.   | Düsseldorfer EG         | 2      |
| 5.   | Frankfurt Lions         | 2      |
| 5.   | Adler Mannheim          | 2      |
| 9.   | Augsburger Panther      | 1      |
| 9.   | Bietigheim Steelers     | 1      |
| 9.   | ERC Ingolstadt          | 1      |
| 9.   | Grizzlys Wolfsburg      | 1      |
| 9.   | Hamburg Freezers        | 1      |
| 9.   | Iserlohn Roosters       | 1      |
| 9.   | Kassel Huskies          | 1      |
| 9.   | Schwenninger Wild Wings | 1      |
| 9.   | Straubing Tigers        | 1      |

| Rang | Nationalität1      | Anzahl |
| ---- | ------------------ | ------ |
| 1.   | Deutschland        | 12     |
| 2.   | Kanada             | 9      |
| 3.   | Russland           | 3      |
| 4.   | Schweden           | 2      |
| 5.   | Lettland           | 1      |
| 5.   | Norwegen           | 1      |
| 5.   | Österreich         | 1      |
| 5.   | Vereinigte Staaten | 1      |